# Lacuna carinata
Lacuna carinata is een slakkensoort uit de familie van de Littorinidae. De wetenschappelijke naam van de soort is voor het eerst geldig gepubliceerd in 1848 door Gould.